# Jadamba Narantungalag
Jadamba Narantungalag (Bulgan, 16 de diciembre de 1975) es un karateca, judoca, kickboxer y artista marcial mixto mongol. Fue varias veces campeón de Mongolia en diversas disciplinas como Karate Kyokushin, sambo, kickboxing o artes marciales mixtas, compitió en K-1 en las ediciones del K-1 World MAX Tournament Final de 2004 y 2005, fue campeón de peso ligero en Legend Fighting Championship y campeón de peso pluma en ONE Championship.

## Campeonatos y logros

### Judo
- Medalla de oro en el Campeonato de Judo Júnior de Mongolia (60 kg) (1993)[3]

### Jeet Kune Do
- Medalla de oro en el Torneo Abierto de Jeet Kune Do de la ciudad de Erdenet (70 kg) (1994)[3]

### Karate
- Finalista (Final a cuatro) del Campeonato de Karate Kyokushin de Mongolia (Peso libre) (1997)[3]
- Medalla de oro en el Campeonato de Karate Kyokushin de Erdenet (Peso libre) (1998)[3]
- Medalla de plata en el Campeonato de Karate Kyokushin de Asia (Peso libre) (2000)[3]
- Medalla de oro en el Campeonato de Karate Kyokushin de Mongolia (Peso libre) (2000)[3]
- Medalla de oro en el Campeonato de Karate Kyokushin de Mongolia (Peso libre) (2001)[3]
- Medalla de plata en el Campeonato Abierto de Karate Kyokushin de Rusia (70 kg) (2002)[3]
- Medalla de oro en el Campeonato de Karate Kyokushin de Mongolia (Peso libre) (2003)[3]

### Sambo
- Medalla de oro en el Campeonato de Combat Sambo de Mongolia (70 kg) (2005)[3]

### Kickboxing
- Medalla de oro en el Campeonato de Kickboxing de Mongolia (70 kg) (1997)[3]
- Participante del K-1 World MAX (70 kg) (2004)[3]
- Participante del K-1 World MAX (70 kg) (2005)[3]
- Medalla de oro en el Campeonato Sonsogchiin Aldar de Kickboxing de Mongolia (75 kg) (2006)[3]
- Medalla de oro en el Campeonato Zag Association de Kickboxing de Mongolia (70 kg) (2006)[3]
- Campeón del Campeonato MGL-1 de Kickboxing de Mongolia (70 kg) (2010)[3]

### Artes marciales mixtas
- MGL-1 Campeonato de AMM de Mongolia
  - Campeón del Campeonato de AMM de Mongolia MGL-1 (73 kg) (2010)[3]

- Legend Fighting Championship
  - Campeón de Peso Ligero (Una vez, con una defensa del título)[3]

- ONE Championship
  - Campeón de Peso Pluma de ONE FC (Una vez, vigente)

## Récord en K-1 MAX
| Resultado | Récord | Oponente           | Método                  | Evento                                    | Fecha               | Ronda | Tiempo | Localización | Notas |
| --------- | ------ | ------------------ | ----------------------- | ----------------------------------------- | ------------------- | ----- | ------ | ------------ | --- |
| Derrota   | 1-4    | Tsogto Amara       | Decisión (unánime)      | K-1 World Max 2007 World Elite Showcase   | 4 de abril de 2007  | 3     | 3:00   | Yokohama     | |
| Derrota   | 1–3    | Buakaw Por. Pramuk | Decisión (dividida)     | K-1 World Max 2005 World Tournament Final | 20 de julio de 2005 | 3     | 3:00   | Yokohama     | Cuartos de final del K-1 World Max 2005.                                                                                        |
| Victoria  | 1–2    | Kazuya Yasuhiro    | Decisión (unánime)      | K-1 World Max 2005 World Tournament Open  | 4 de mayo de 2005   | 3     | 3:00   | Tokio        | |
| Derrota   | 0–2    | Masato             | Decisión (dividida)     | K-1 World Max 2004 World Tournament Final | 7 de julio de 2004  | 3     | 3:00   | Tokio        | Cuartos de final del K-1 World Max 2004.                                                                                        |
| Derrota   | 0-1    | Albert Kraus       | Decisión (asalto extra) | K-1 World Max 2004 World Tournament Open  | 7 de abril de 2004  | 4     | 3:00   | Tokio        | A pesar de la derrota Narantungalag se clasifica para el torneo final por haber sido el mejor derrotado de las 7 eliminatorias. |

## Récord en artes marciales mixtas
| Resultado | Récord | Oponente            | Método                                  | Evento                                         | Fecha                    | Ronda | Tiempo | Localización | Notas                                                   |
| --------- | ------ | ------------------- | --------------------------------------- | ---------------------------------------------- | ------------------------ | ----- | ------ | ------------ | ------------------------------------------------------- |
| Derrota   | 12-5   | Marat Gafurov       | Sumisión técnica (rear-naked choke)     | ONE Championship: Defending Honor              | 11 de noviembre de 2016  | 1     | 4:51   | Kallang      | Por el Campeonato de Peso Pluma de ONE Championship.    |
| Victoria  | 12-4   | Eric Kelly          | KO (golpe)                              | ONE Championship: Dynasty of Champions (Anhui) | 2 de julio de 2016       | 1     | 0:44   | Anhui        |                                                         |
| Victoria  | 11-4   | Kotetsu Boku        | Sumisión (von flue choke)               | ONE Championship: Ascent To Power              | 6 de mayo de 2016        | 3     | 1:27   | Kallang      |                                                         |
| Derrota   | 10-4   | Marat Gafurov       | Sumisión (rear naked choke)             | ONE FC: Dynasty of Champions (Beijing II)      | 21 de noviembre de 2015  | 4     | 4:39   | Beijing      | Perdió el Campeonato de Peso Pluma de ONE Championship. |
| Victoria  | 10-3   | Koji Oishi          | Decisión (unánime)                      | ONE FC: Reign of Champions                     | 29 de agosto de 2014     | 5     | 5:00   | Dubái        | Ganó el Campeonato de Peso Pluma de ONE Championship.   |
| Victoria  | 9–3    | Honorio Banario     | Decisión (unánime)                      | ONE FC: Honor and Glory                        | 30 de mayo de 2014       | 3     | 5:00   | Singapur     |                                                         |
| Derrota   | 8–3    | Koji Ando           | TKO (lesión en el tobillo)              | Legend Fighting Championship 11                | 27 de abril de 2013      | 3     | 0:47   | Kuala Lumpur | Perdió el título de Peso Ligero de Legend FC.           |
| Victoria  | 8–2    | Yui Chul Nam        | Sumisión (estrangulación de guillotina) | Legend Fighting Championship 8                 | 30 de marzo de 2012      | 2     | 0:58   | Hong Kong    | Defensa del título de Peso Ligero de Legend FC.         |
| Victoria  | 7–2    | Adrian Pang         | Decisión (dividida)                     | Legend Fighting Championship 6                 | 30 de octubre de 2011    | 3     | 5:00   | Macao        | Campeón del título de Peso Ligero de Legend FC.         |
| Victoria  | 6–2    | Kazunori Yokota     | KO (puñetazo)                           | WVR Presents: Soul of Fight                    | 30 de diciembre de 2010  | 1     | 2:03   | Tokio        |                                                         |
| Victoria  | 5–2    | Akihiro Gono        | Decisión (unánime)                      | WVR Presents: Sengoku Raiden Championships 14  | 22 de agosto de 2010     | 3     | 5:00   | Tokio        |                                                         |
| Victoria  | 4–2    | Otgonbaatar Nergui  | Sumisión (hadaka-jime)                  | MGL-1 - 2010 Mongolian MMA Championship        | 12 de marzo de 2010      | 1     | 3:57   | Ulán Bator   | Campeón del Campeonato de AMM de Mongolia de MGL-1.     |
| Victoria  | 3–2    | Burenzorig Batmunkh | Sumisión (armlock)                      | MGL-1 - 2010 Mongolian MMA Championship        | 12 de marzo de 2010      | 1     | 4:19   | Ulán Bator   |                                                         |
| Victoria  | 2–2    | Bernung Sakhomsin   | Sumisión (armlock)                      | AOW 13: Rising Force                           | 18 de julio de 2009      | 1     | 2:28   | Beijing      |                                                         |
| Victoria  | 1–2    | Wataru Miki         | Decisión (unánime)                      | Imperial                                       | 19 de septiembre de 2007 | 3     | 5:00   | Ulán Bator   |                                                         |
| Derrota   | 0–2    | Toshikazu Iseno     | Decisión (unánime)                      | Kokoro: Kill Or Be Killed                      | 15 de agosto de 2006     | 3     | 5:00   | Tokio        |                                                         |
| Derrota   | 0–1    | Norifumi Yamamoto   | KO (puñetazo)                           | K-1 World MAX 2004 Champions' Challenge        | 13 de octubre de 2004    | 1     | 1:55   | Tokio        |                                                         |